# Chronologie de la Serbie
 (septembre 2009).
Si vous disposez d'ouvrages ou d'articles de référence ou si vous connaissez des sites web de qualité traitant du thème abordé ici, merci de compléter l'article en donnant les références utiles à sa vérifiabilité et en les liant à la section « Notes et références ».
Cette chronologie de l'Histoire de la Serbie concerne l'histoire de la Serbie et celle des peuples qui ont vécu ou vivent dans l'actuelle Serbie. Elle ne prend pas en compte la mythologie protochroniste très présente en Serbie comme dans les autres pays des Balkans (et bien d'autres) selon laquelle l'histoire des nations modernes commencerait dès la préhistoire ou l'antiquité et qui, concernant les Serbes, fait remonter leur origine aux civilisations indo-iranienne ou mésopotamienne, à un roi antique nommé Srbinda ou encore à un peuple indo-européen nommé Srboi qui serait sorti du Caucase aux IIIe et IIe siècles av. J.-C.

## Chronologie
- Aux IVe et Ve siècles, les Sorabes sont mentionnés dans l'actuelle Allemagne orientale parmi les peuples slaves en expansion vers l'Ouest.
- Une partie des Sorabes envahit les Balkans en association avec les Avars sous le règne de l'empereur byzantin Justinien Ier (527-565). Les uns comme les autres sont repoussés, mais ils connaissent désormais le pays.
- Vers 600 apr. J.-C., la majeure partie des Sorabes estimée à plusieurs centaines de milliers de personnes, s'installent les Balkans où ils sont désormais connus sous le nom de Serbes ; ils peuplent les régions ultérieurement nommées Rascie, Bosnie, Zachlumie, Travonie, Paganie, Neretva, Dioclée : ces principautés slaves y remplacent la souveraineté byzantine. Les Squipétars, les Grecs et les Valaques de ces régions vivent désormais parmi les Slaves, sous la souveraineté de ces principautés.
- Au VIIIe siècle le premier État slave à être dénommé Serbie est mentionné dans les Balkans, dans les territoires correspondant aux actuelles Bosnie orientale, Monténégro et Serbie.
- Au IXe siècle, l'arrière-petit-fils de Višeslav, Vlastimir, fonde la 1re dynastie serbe dans les Balkans : les Vlastimirović.
- En 814, Višeslav unifie les principautés serbes durant un court moment.
- Au IXe siècle, sous le règne de Mutimir, la majeure partie des Serbes abandonne la mythologie slave et adopte le christianisme dans sa forme orthodoxe de rite grec.
- 950 : fin de la dynastie Vlastimirović.
- Au Xe siècle début de la dynastie de Višević/Višeslavić en Zachlumie : elle prendra fin au XIIe siècle.
- 1050 : début de la dynastie Vojislavljević en Dioclée : elle prendra fin en 1120.
- 1050 à 1165 : début de la dynastie de Vojislavljevićs / Uroševićs / Vukanovićs en Rascie.
- 1166 : la Serbie, en partie soumise par l'Empire byzantin en 1020, redevient indépendante sur le règne de d'Étienne Nemanja.
- 1166 à 1371 : début de la dynastie de Nemanjić en Choumadie, d'où elle s'étendra sur toute la Serbie.
- XIIe siècle : une partie des Serbes adopte la forme paulicienne du christianisme, dite bogomile (ce qui est interprété par les protochronistes musulmans comme une conversion à l'islam : en fait à ce moment les Ottomans n'avaient pas encore pris pied en Europe, et les invasions maritimes « sarrasines » n'atteignent ni la mer Adriatique ni les territoires serbes).
- 1219 : l'Église orthodoxe serbe, auparavant d'obédience byzantine, est réorganisée par saint Sava, fils de d'Étienne Nemanja (patriarcat de Peć).
- 1321-1331 : règne de d'Étienne VIII qui s'assure de la prééminence serbe dans l'Ouest des Balkans.
- 1326 : règne des Crnojević à Zeta : elle remplace celle des Balsić.
- 28 juillet 1330 : victoire serbe de Velbăžd qui renforce l'hégémonie serbe dans les Balkans.
- 1346 : la Serbie médiévale atteint son apogée sur le règne de Stefan Uroš IV Dušan : appelée « Empire serbe », elle s'étend alors du Danube à la Grèce du Nord incluse (Macédoine occidentale, Thessalie, Macédoine-Centrale) et aux mers Adriatique et Égée.
- 1355 : règne des Nemanjić de Thessalie qui prend fin en 1373.
- 1356 : règne des Balšić à Zeta qui prendra fin en 1421 - 1435.
- 1366 : règne des Mrnjavčević qui prendra fin en 1390.
- 1371 : dislocation de l'Empire serbe et règne des Lazarević qui prendra fin en 1427
- 1389 : défaite serbe face à l'Empire ottoman en train de conquérir les Balkans.
- 1427 : règne des Branković qui prendra fin en 1502.
- 1459 : La Serbie entière passe sous domination ottomane.
- XVIe siècle : pour ne plus payer le haraç (double-capitation sur les chrétiens) et ne plus subir l’otmitsa detchaka (enlèvement des garçons pour en faire des janissaires), une partie des Serbes se convertit à l'islam notamment dans le Kosovo (les Gorans), le Sandžak et en Bosnie-Herzégovine : ce sont les ancêtres des musulmans de langue serbo-croate (mais l'historiographie protochroniste de cette communauté affirme qu'elle descend d'un mélange, remontant au VIIIe siècle, d'hérésiarques slaves mais non Serbes et de tribus arabes venues par la mer).
- 1804-1813 : 1er révolte serbe contre les Ottomans, menée par Georges Petrović, dit Karageorges.
- 1815-1817 : 2e révolte serbe qui s'acheva par l'autonomie de la Serbie, dirigée par Miloš Obrenović.
- 1878 : la Serbie voit reconnaître son indépendance au congrès de Berlin, mais dans des frontières réduites (de nombreux Serbes vivent dans les empires austro-hongrois et turc).
- 1882-1918 : la principauté de Serbie devient un royaume.
- 8 octobre 1912 au 30 mai 1913 : première guerre balkanique : la Serbie conquiert la Macédoine du Nord.
- 6 juin - 18 juillet 1913 : deuxième guerre balkanique : la Serbie se voit reconnaître la possession de la Macédoine du Nord mais doit renoncer à son accès à l'Adriatique, en faisant place à l'Albanie nouvellement indépendante.
- 29 juillet 1914 : bombardement austro-hongrois de Belgrade.
- 12 août : l’Autriche-Hongrie tente d'envahir la Serbie, qui résiste.
- 12 au 21 août : bataille de Jadar : la Serbie repousse l'offensive austro-hongroise.
- 7 septembre : deuxième invasion austro-hongroise de la Serbie.
- 8 au 17 septembre : bataille de la Drina : la Serbie repousse encore les austro-hongrois.
- 8 novembre : troisième invasion austro-hongroise de la Serbie.
- 12 novembre : défaite des Monténégrins à Grahovo, à la frontière bosniaque.
- 2 décembre : occupation de Belgrade par l’armée austro-hongroise.
- 3 au 9 décembre : victoire serbe de Kaloubara.
- 15 décembre : libération de Belgrade par les Serbes.
- 6 octobre 1915 : les austro-hongrois n'ayant pas réussi à envahir la Serbie, l'Empire allemand envoie sur ce front la Deutsches Heer qui parvient à vaincre les Serbes.
- 11 octobre 1915 : invasion de la Serbie à revers par la Bulgarie.
- 5 novembre 1915 : victoire allemande à Niš.
- Fin 1915 : retraite serbe vers l’Albanie. Il ne reste plus qu’une enclave serbe libre en Macédoine du Nord, dans le secteur de Monastir.
- De 1916 à l'automne 1918 la Serbie subit une dure occupation austro-hongroise et allemande. La Macédoine du Nord est annexée par la Bulgarie.
- 12 octobre 1918 : avec l'aide de l'Armée d'Orient française (généraux Maurice Sarrail et Louis Franchet d'Espèrey) les Serbes libèrent leur territoire et reprennent Niš.
- 1er novembre 1918 : libération de Belgrade par les Serbes et les Français.
- 1er décembre 1918 : proclamation du royaume des Serbes, Croates et Slovènes unissant la Serbie, le Monténégro, la Bosnie-Herzégovine, la Croatie, la Dalmatie et la Slovénie sous le sceptre de la dynastie Karageorgević.
- 15 avril 1919 – 2 août 1919 : guerre du royaume des Serbes, Croates et Slovènes, de l'armée française Franchet d'Espèrey, des troupes tchécoslovaques et roumaines contre la République des conseils de Hongrie qui tentait de reprendre la Voïvodine serbe, la Slovaquie tchécoslovaque et la Transylvanie roumaine, perdues par la Hongrie en décembre 1818.
- 1929 : le royaume des Serbes, Croates et Slovènes prend le nom de Yougoslavie.
- 9 octobre 1934 : le roi Alexandre Ier de Yougoslavie est tué à Marseille lors de sa visite en France.
- 1941-1945 : à la suite de l'invasion allemande et italienne, la Yougoslavie est démembrée : en Serbie, un gouvernement collaborant avec l'Allemagne nazie est mis en place.
- 1945 1991 : la Yougoslavie est reconstituée sous forme républicaine, fédérale et communiste : la Serbie est l'une des six républiques fédérées yougoslaves. Mais de nombreux Serbes vivent aussi, et depuis des siècles, dans trois autres républiques : la Croatie, la Bosnie-Herzégovine et le Monténégro.
- 1991-1996 : Guerre civile et dislocation de la Yougoslavie : les Serbes optent en général pour le maintien de la fédération yougoslave, alors que les autres ethnies choisissent la sécession et l'indépendance.
- 1996-2003 : la Serbie est membre, avec le Monténégro, de la république fédérale de Yougoslavie (qui n'est plus communiste).
- 2003-2006 : la Serbie est membre, avec le Monténégro, de la communauté d'États de Serbie-et-Monténégro.
- 5 juin 2006 : la communauté d'États de Serbie-et-Monténégro se sépare, la Serbie et le Monténégro proclament chacun son indépendance. La Serbie comporte deux régions autonomes : la Voïvodine à majorité serbe, et le Kosovo à majorité albanaise.
- 17 février 2008 : la région autonome du Kosovo proclame unilatéralement son indépendance, reconnue (en 2019) par 93 États souverains des Nations unies, 95 autres considérant la région comme une province autonome serbe, et 5 s'abstenant de prendre position. Cette situation est un compromis entre la revendication albanaise d'union du Kosovo à l'Albanie formulée par l'UÇK et la position serbe de non-reconnaissance.

## Dynasties

### Dynasties serbes au Moyen Âge
- Vlastimirović 626 à 960
- Vojislavljević
- Nemanjić 1166 à 1371
- Lazarević
- Branković

### Dynastie serbe de la Renaissance
- Branković

### Dynasties serbes aux XIXè et XXè siècles
- Obrenović
- Karađorđević

### Sources
- Mauro Orbini, Il regno de gli Slavi, Pesaro, 1601.
- Lorenz Surowiecki, (de) Über die Abkunft der Slawen (« Sur les origines des Slaves »), Budapest 1828.
- Cyprien Robert: Les Slaves de Turquie, leur avenir, leur progrès, 1844.
- Barbara Jelavich, (en) History of the Balkans, Cambridge University Press, 1983.
- Olga Luković-Pianović, (sr) Срби, Народ најстарији, Belgrade 1990.
- Dimitri Kitsikis, La Montée du national-bolchevisme dans les Balkans, Avatar, Paris 2008.
- Ernest Weibel, Histoire et géopolitique des Balkans de 1900 à nos jours, Ellipses, Paris 2002.
- Svetigora, Sveti Vasilije Ostroski cudotvorac i iscjelitelj, Cetinje-Beograd 2009.